# 스파르타쿠스: 복수의 시작
스파르타쿠스: 복수의 시작(Spartacus: Vengeance)은 《스파르타쿠스 시리즈》의 2번째 시즌으로 2012년 1월 27일부터 3월 30일까지 방영되었다.